# 英国合同法

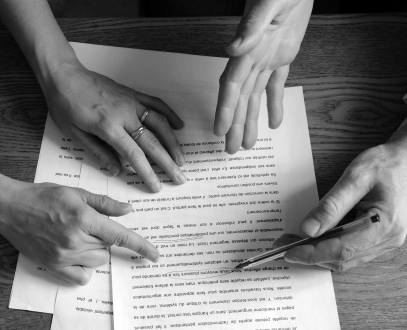
合同是可以由法庭强制执行的协议。合同法规范所有的交易，从购买地铁票到电子金融衍生物买卖概莫能外。

英国合同法（英語：English contract law）是英国规定合同的法律。它继承自中世纪商法，受过司法能动主义的影响，因此与澳大利亚、加拿大和印度等邦联国以及美国的合同法有共同之处。由于英国是欧盟成员和国际统一私法协会成员，此法律目前正在逐渐调整。
可以由法庭强制执行的协议就是合同。因为合同是任意之债，不同于侵權行為與不當得利，所以英国法律尤其重视验定人们确实允诺过法庭上涉及的约定。通常来讲，一方作出要约，另一方接受该要约（表示同意，或履行要约条款）之后，就形成合同。如果合同条款是确定的，并且当事人的行为表明他们答应这些条款，通常情况下此协议就可强制执行。某些合同还要求要正式的签名手续和见证人——比如像土地买卖这种大笔交易。对于这类合同，英国法比其他欧洲法要求更严，它要求所有当事方为该议定交易都要提供有价值的事物（称为約因），这是强制执行的前提。
合同可亲自签订，也可由代理人代理委托人签订。代理人需在通常正常人判断该代理人有权行事的范围内行事。原则上，英国法赋予人们协定约定内容的高度自由。协议中条款与明示诺言并存，明示诺言引用其他条款。协议中条款也可与双方交易过程潜在并存。这些条款由法庭作出解释，法庭要在他们的交易场景下，从客观观察者的视角寻定各当事方的真实意图。若不足以寻定，法庭的标准做法是指出隐含条款以填补空缺。不过20世纪期间司法机构和立法机构越来越多地时候是删去离奇和不平等的条款，特别会对消费者、雇员和佃户等议价能力较弱方加以照顾。
合同法在协议正常履行时起到最好的作用。此时各方都明瞭自己的权利和义务，所以无需求助于法院。然而若发生不可预期之事件，使得协议難以或無法执行，法庭的标准做法是认定各方均想摆脱他们的义务。也可能出现单方违反合同条款的状况。如果合同没有实质履行，那么不可歸責之一方有权停止履行該契約，并可請求损害赔偿，以获得合同履行时自己能得到的利益。不可歸責之一方有责任减少自己的损失，他不能要求对合同违约所导致的过于间接的损害进行赔偿。但英国法中的补救措施也基于要好好充分利用所有损失的完全赔偿的原理。某些特殊情况下，法律会进而要求可歸責之人返還因违约所获得之利益，也可能要求履行契約，而不是金錢赔偿。还可能出现合同可撤销的状况。对于某种特定的合同类型，一方没能公开足够的信息或者在洽谈时做了失实陈述，则合同可撤销。如果签订人在表面上达成协议时被胁迫、受不正当压力或被利用了弱点，这种不合理协议可以免除。对于儿童，无行为能力者以及其代表完全超出所赋职权而行事的公司，如果他们不具备做出签约决定的实际行为能力，则受不被所签协议约束的保护。有些交易被认定为非法，依据某项成文法或者国家政策不受法庭保护。理论上，英国法律希望坚持的原理是，人们仅在给予某个合同以知情和真正的同意时，才受合同约束。

## 历史
- 罗马法和有約必守原则

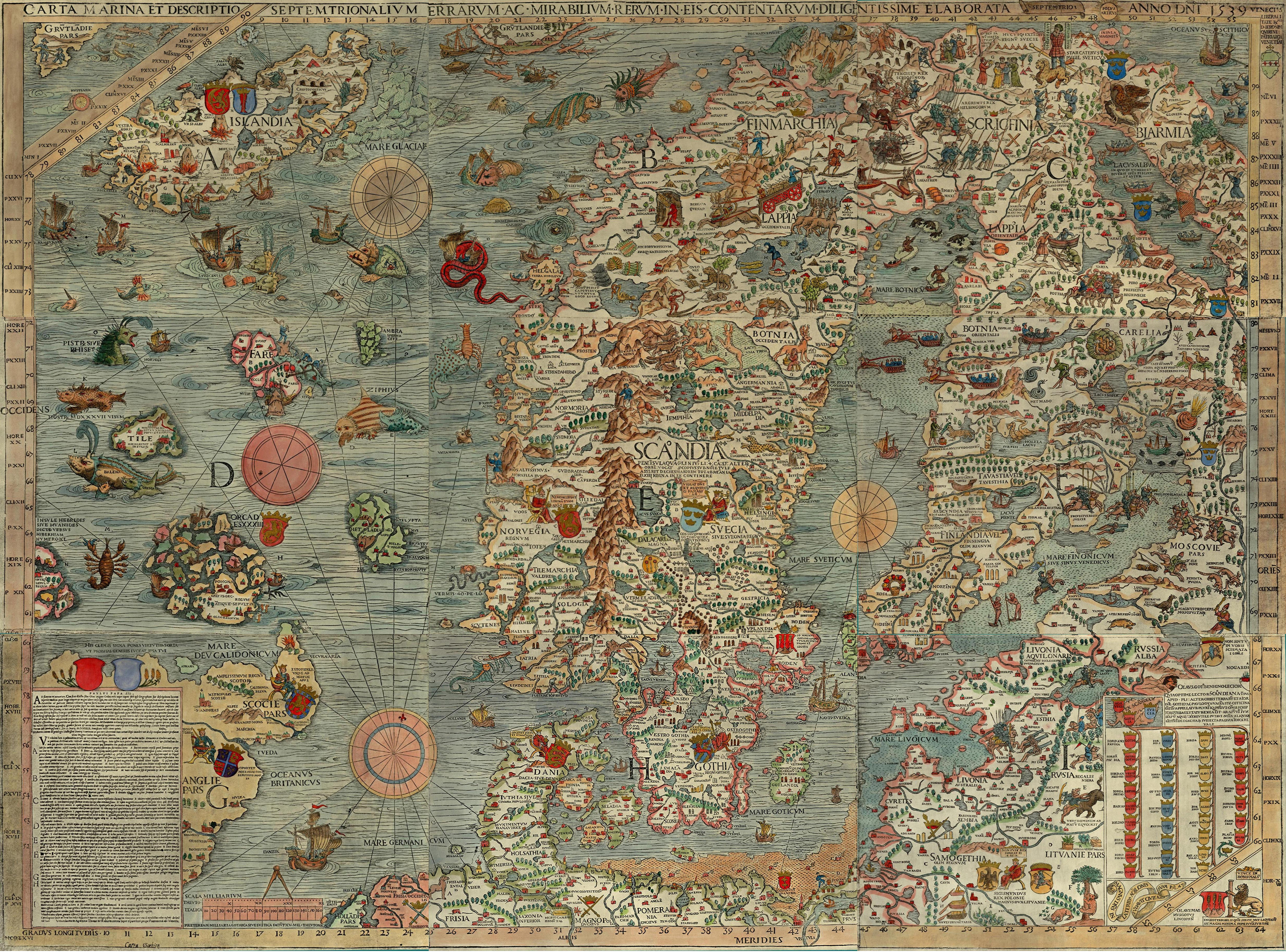
在汉萨同盟里做买卖的商人，根据中世纪商法处理事务。中世纪商法的原理传到了英国合同法之中。

- 允诺，斯莱德案(1602) 76 ER 1074，Bret v JS (1600) Cro Eliz 756以及推定责任
- 衡平法院
- 诉讼形式
- 中世纪商法和汉萨同盟
- 爱德华·科克爵士
- 约翰·霍尔特爵士(1689至1710的首席大法官)和曼斯菲尔德勋爵
- 浮士德和克里斯托弗·马洛，浮士德博士悲剧(1604)
- 罗伯特·勃朗宁的花衣魔笛手(1842)
- 自由放任
- 印度合同法(c 9)

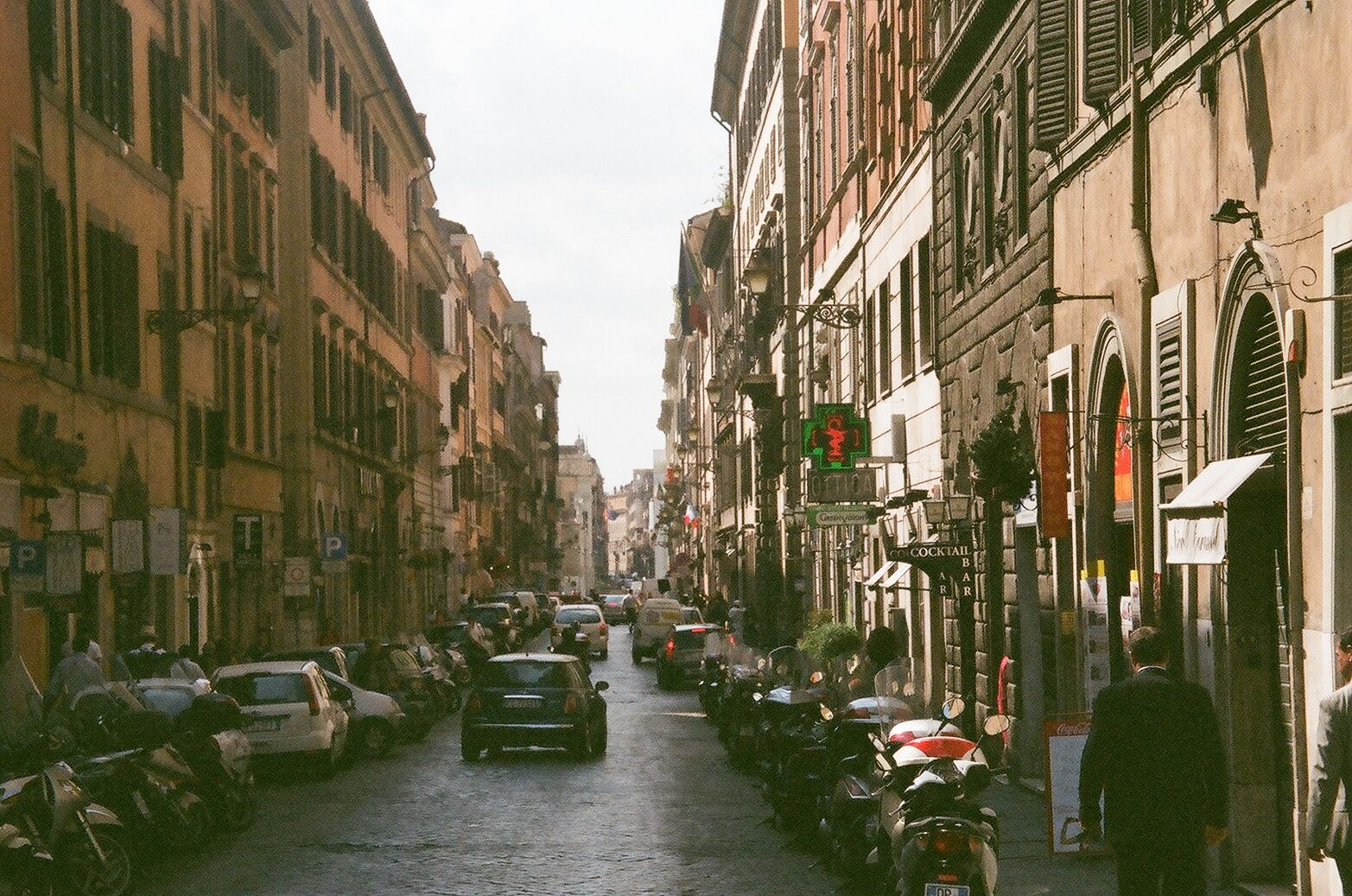
国际统一私法协会, 其总部在罗马，于1926年成立，是国际联盟的下属，其目标是统一私法，维护颇有影响力的国际商事合同通则，见 2004。类似的工作还有欧洲合同法原则，见 2002.

- 弗里德里奇·凯斯勒，'Contracts of Adhesion—Some Thoughts About Freedom of Contract' (1943) 43(5) Columbia Law Review 629
- 莫顿·J·霍维兹，'The historical foundations of modern contract law' (1974) 87(5) Harvard Law Review 917
- 阿尔弗雷德·威廉·布莱恩·辛普森，'The Horwitz Thesis and the History of Contracts' (1979) 46(3) The University of Chicago Law Review 533 （页面存档备份，存于）
- 欧盟和欧洲合同法原则 2003
- 国际统一私法协会，国际商事合同通则

## 概念

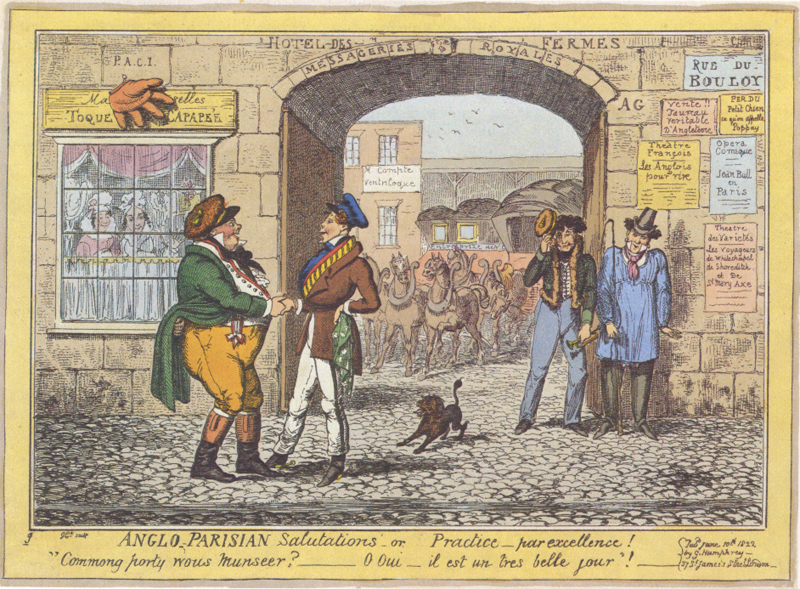
英国人与法国人达成协议而握手。

本质上，合同是法律识别为引起可强制执行的义务的协议。与侵权法和不当得利法相反，合同通常被视为是处理自愿承诺的债权法的一部分，因此高度重视确保仅有人们给出了真正同意的交易才由法庭强制执行。尽管并不总是清楚人们主观上是否真正地同意，英国法律采取客观认定的观点——当某人客观上表示了他对交易的同意后，他就受到约束了。然而即使协议在主观上相对确定，也并不是所有协议都被认定是可强制执行的。有个有争议的假定是，人们对于社会上或家庭中的协议，并不希望之后由法律来强制执行。一般规则是，除非是像土地买卖这种大笔交易，成文法有要求其形式者外，合同不要求有比如形成书写文本这样的特定形式（不要式行為）。与歐陸法系不同，英国普通法额外要求所有当事方必须为交易提供有价值的事物（或称約因），方才有资格执行协议。这条旧规则有大量的例外，尤其是在人们想通过禁止反言的衡平学说和案例法来更改他们的协议时。另外Contracts (Rights of Third Parties) Act 1999中有法律文本变更，允许第三方在原当事方同意的情况下执行不一定和他们相关的协议利益。

### 协议
Template:Caselist 协议
英国法庭的标准做法是，当某个要约得到明确的对应对要约条款的承諾，则协议形成。至于是否确实作出要约，或者是否接受要约的问题，法庭通过考察理性自然人会对此意向如何认为来决定。要约区别于"要約之引誘"(或者invitatio ad offerendum，即对要约的邀请)，要约之引誘不能简单地由另一方接受。传统上，英国法律把商店里的商品展示甚至包括价格标签都视为要约之引誘，所以顾客把产品带到收银台时，是顾客作出要约，而店主可以拒绝销售。同样，一般来说，广告，在拍卖会上以一个最低价格邀请出价，招标都不被认为是要约。但另一方面，招标者有接受投标的义务(如果投标在截止日期之前提交的话)，因此如果投标没被接受，投标者（即使不存在合同）也可以請求损害赔偿。公布拍卖的拍卖商，如果没有给最低价格的话，则有义务接受最高的出价。自动售货机是持久的要约，如果顾客被引导认为他们只要做出某种行为就接受了其条款的话，法庭可视广告或者公开展出的商品（比如沙滩躺椅）为正式要约。成文法规定，对涉及误导性广告，实际售价不同于商店示价，或非法歧视顾客种族、性别、残疾、信仰、年龄的运营商加以处罚。在这方面，普通法与现代欧盟的操作方式不同，欧洲合同法原则第2:201条表示，大多数国家把专门提供商品或者服务的提议當作要约。

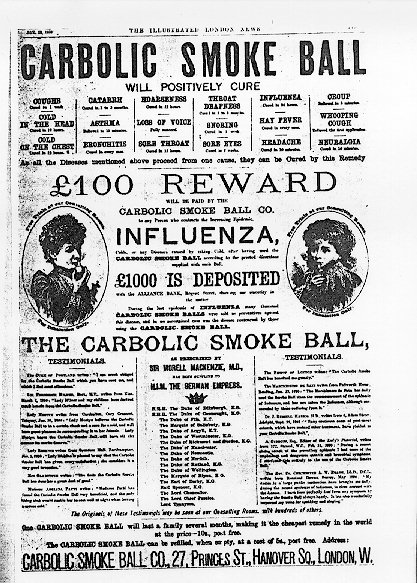
"不管你怎么读这个广告，怎么以不同方式来理解它，"林德瑞法官对炭烟丸广告如此评价道，"这都是用完全毫无疑义的语言清楚明示的诺言。"

作出要约之后，通用规定是，受要约者得要传达接受的意见，方才形成有约束力的协议。对接受要约的告知須要实质上传送到可以合理地认为要约者能够获知的地方。尽管接受告知的人可能会出差错——比如说消息在办公时间传送到时，他的传真机恰好没加足够多的墨水因此没打印出来——此人仍然要受到协议约束。这适用于几乎所有通信方式，无论是口头、电话、直通电报、传真还是电子邮件，但邮局的邮件除外。如果是通过邮局信件传达承諾之意思，则当信件放入邮箱那刻起算作承諾。邮政例外法则是英国历史的产物，大多数国家都没有这条规定。只要用邮局通信来作回复是合理行为（比如说，不是在回复电子邮件），同时通信没有造成明显的不便和错误（比如说，信件丢失），这条规则就起作用。所有情况下协商各方都可以规定一种传达接受意见的预定通信方式。要约者不可能在受要约者没有同意的情况下给他施加拒绝要约的义务。然而可以明确，人们能以默许方式来接受要约。第一种方式是通过其行为来表示接受要约。在Brogden v Metropolitan Railway Company案中，尽管大都会铁路公司从未给Brogden先生关于长期煤炭供应合作的正式表述回信，他们却确实已经实际实施了两年，已经当作它生效了，因此Brogden先生是受其约束的。第二种方式是，要约者明示或暗示免除传达接受意见的需要，如Carlill v Carbolic Smoke Ball Company案。此案中，那个冒牌的医药公司宣传其"烟丸"，声称如若客户的流感在每天使用三次连续使用两周"烟丸"之后仍没有痊愈，就可获100英镑。由于判断该广告是严肃的，构成要约，而非夸大吹捧或要约之引誘，上诉法院裁决按其规定使用烟丸的接受方可获得100英镑。尽管通用规定是要求传达接受意见，但是广告已默认免除Carlill先生或任何其他人先行告知接受意见的需要。还有些情况，比如关于有偿提供情报的广告，英国法庭的唯一要求似乎只是获知要约。某人作出单边要约，一旦已经有人开始根据该要约有所行动，要约者就负有不得撤回的责任，否则任何要约在被接受之前都可以撤回了。通用规则是，哪怕是通过邮局，撤回要约的行为也须得传达，尽管如果受要约者从第三方那里获知撤销的消息，也和从要约者那里获知撤销消息起到一样的作用。最后，如果有某人作出还价要约，而不是仅仅询问信息，原要约也可以被"废除"。所以在Hyde v Wrench案中，当Wrench作出要约，出价1000英镑卖他的农场，而Hyde回复说他只出950英镑，Wrench拒绝之后，Hyde就不能再改变主意接受原来1000英镑的要约了。

### 确定性与可执行性
协议是一切合同的基础，但并非每个协议都可执行。关键问题是，合同的重要因素（也称要件，比如价格、主体和各方身份）是否足够确定。通常法庭尽力“让协议起作用”，所以在Hillas & Co Ltd v Arcos Ltd案里，上议院就认为，在各方有前定协议的背景下，有了购买良好规格的软木的选择权，就已具有足够的确定性，就可以强制执行。但法庭并不希望“有意给人们制造合同”，所以在Scammell and Nephew Ltd v Ouston案里，规定以两年的租用为目的购买新货车的价格的条款就被认为是不可执行，因为没有客观的标准可以让法庭获知定价的意图或者应该如何定下合理的价格。类似的，在Baird Textile Holdings Ltd v M&S plc案中，上诉法院认为，由于购买的价格和量都不确定，在一定程度上，没有条款能够暗示M&S在终止其购买协议前给了合理的关注。颇有争议的是，上议院扩展了这一理念，认为真诚协商未来合同的协议不具有足够的确定性来执行。